# John Heminges
John Heminges (também Hemminge ou Hemings) (1556 — 1630) foi um ator da companhia King's Men para a qual escrevia William Shakespeare.
Publicou em 1623, junto com Henry Condell, a compilação póstuma das obras teatrais de Shakespeare, conhecida como First Folio. Acredita-se que foi um grande ator e uma pessoa com mentalidade para os negócios. Gerenciou, até sua morte, os assuntos financeiros do Globe Theatre.
Hemminges aparece no filme de 1998 Shakespeare in Love, sendo interpretado por David Curtiz.